# Andreas Pietschmann
Andreas Pietschmann (Würzburg, Német Szövetségi Köztársaság, 1969. március 22. – ) német színész.

## Élete
Bochumban járt színiiskolába, majd Berlinben telepedett le, és a tévés megbízások mellett rendszeresen vállal színpadi szerepeket is. Barátnője, Jasmin Tabatabai színésznő, akivel a Rosa Roth című minisorozat forgatásán szerettek egymásba. Kislányuk, Helena Leila 2009 júliusában született.

## Filmográfia

### Sorozatok
| Év         | Magyar cím               | Eredeti cím                                    | Szerep                  | Megjegyzés |
| ---------- | ------------------------ | ---------------------------------------------- | ----------------------- | ---------- |
| 1998       |                          | Schimanski : Rattennest                        | Engelchen               |            |
| 2000       |                          | Anke : Anke, hilf mir, ich finde mich häßlich! | Jo                      |            |
| 2001       |                          | SK Kölsch : Tod eines Tänzers                  | Eric Voss               |            |
| 2004       |                          | Edel & Starck : Die Narren sind los            | Oliver Sebold           |            |
| 2005       |                          | Adelheid und ihre Mörder : Heiße Ware          | Martin Hellwig          |            |
| 2005- 2007 |                          | 4 gegen Z                                      | Matreus                 |            |
| 2007       |                          | Rosa Roth : Der Tag wird kommen 1. rész        | Peters                  |            |
| 2007       | Tetthely                 | Tatort                                         | Dr. Neumann             |            |
| 2007- 2008 | GSG 9 – Az Elit kommandó | GSG 9 – Die Elite Einheit                      | Konstantin von Brendorp |            |
| 2008       |                          | Die Patin – Kein Weg zurück                    | Weirauch                |            |
| 2009       |                          | Ein starkes Team : Das große Fressen           | Frank Machnow           |            |
| 2010       |                          | Großstadtrevier : Liebe macht blind            | Karsten Sprengler       |            |

### Filmek
| Év   | Magyar cím                              | Eredeti cím                                                 | Szerep              | Megjegyzés |
| ---- | --------------------------------------- | ----------------------------------------------------------- | ------------------- | ---------- |
| 1996 |                                         | Echte Kerle                                                 | Marco               | vígjáték   |
| 1999 | Napsugársétány                          | Sonnenallee                                                 | berlini szépfiú     | vígjáték   |
| 2000 |                                         | John Gabriel Borkman                                        | Erhard              |            |
| 2000 |                                         | Thrill – Spiel um dein Leben                                | Kay Kleine          | akció      |
| 2000 |                                         | Höllische Nachbarn – Chaos im Hotel                         | Marcel Kandt        | vígjáték   |
| 2001 |                                         | Der Tanz mit dem Teufel – Die Entführung des Richard Oetker |                     | hűnügyi    |
| 2003 |                                         | Traumprinz in Farbe                                         | Leonard Balz        | vígjáték   |
| 2004 |                                         | Am Ende des Tages                                           | Konrad              | rövidfilm  |
| 2005 |                                         | Apollonia                                                   | Max Kaminski        |            |
| 2006 |                                         | FC Venus                                                    | Marc Ritter         |            |
| 2006 |                                         | Die Verlorenen                                              | Eric Gassinger      |            |
| 2006 |                                         | Freundinnen fürs Leben                                      | Martin              | vígjáték   |
| 2006 |                                         | Fremder Bruder                                              | Nico                |            |
| 2007 | A szerelem öl                           | Vermisst – Liebe kann tödlich sein                          |                     | bűnügyi    |
| 2009 | A pokol előszobája                      | Vorzimmer zur Hölle                                         | Dr. Philip Richter  | vígjáték   |
| 2009 |                                         | Altiplano                                                   | Paul                |            |
| 2009 |                                         | Böseckendorf – Die Nacht, in der ein Dorf verschwand        | Harald Bittmann     |            |
| 2011 | A pokol előszobája - Szigorúan bizalmas | Vorzimmer zur Hölle - Streng Geheim!                        | Dr. Phillip Richter | vígjáték   |